# Ihuda ibaia / Río Ihuda (Ayuda)
Ihuda ibaia / Río Ihuda (Ayuda) este o arie protejată (arie specială de conservare — SAC, sit de importanță comunitară — SCI) din Spania întinsă pe o suprafață de 66,36 ha, integral pe uscat.

## Localizare
Centrul sitului Ihuda ibaia / Río Ihuda (Ayuda) este situat la coordonatele 42°41′20″N 2°51′00″W / 42.6888°N 2.85°V.

## Înființare
Situl Ihuda ibaia / Río Ihuda (Ayuda) a fost declarat sit de importanță comunitară în mai 2003 pentru a proteja 26 de specii de animale. Situl a fost protejat și ca arie specială de conservare în martie 2015.

## Biodiversitate
Situată în ecoregiunea mediteraneană, aria protejată conține 11 habitate naturale: Galerii de Salix alba și de Populus alba, Păduri iberice de Quercus faginea și Quercus canariensis, Liziere de ierburi înalte hidrofile de câmpie și de nivel montan până la alpin, Pajiști uscate seminaturale și facies de acoperire cu tufișuri pe substraturi calcaroase (Festuco-Brometalia) (* situri importante pentru orhidee), Păduri aluvionare cu Alnus glutinosa și Fraxinus excelsior (Alno-Padion, Alnion incanae, Salicion albae), Lande oro-mediteraneene cu formațiuni endemice de grozamă, Pseudostepă cu ierburi și specii anuale de Thero-Brachypodietea, Râuri de munte și vegetația lor lemnoasă cu Salix elaeagnos, Formațiuni stabile xerotermofile de Buxus sempervirens pe pante stâncoase (Berberidion p.p.), Păduri de Quercus ilex și Quercus rotundifolia, Lacuri eutrofice naturale cu vegetație de tip Magnopotamion sau Hydrocharition.
La baza desemnării sitului se află mai multe specii protejate:
- păsări (22): uliu păsărar (Accipiter nisus), lăcar-de-lac (Acrocephalus scirpaceus), fluierar de munte (Actitis hypoleucos), pescăruș albastru (Alcedo atthis), stârc cenușiu (Ardea cinerea), mierla de apă (Cinclus cinclus), cuc (Cuculus canorus), muscar negru (Ficedula hypoleuca), Hippolais polyglotta, stârc pitic (Ixobrychus minutus), capîntortură (Jynx torquilla), privighetoare (Luscinia megarhynchos), gaia neagră (Milvus migrans), codobatura galbenă (Motacilla flava), muscar sur (Muscicapa striata), stârc de noapte (Nycticorax nycticorax), grangur (Oriolus oriolus), ciuf-pitic (Otus scops), codroșul de pădure (Phoenicurus phoenicurus), pitulice-fluierătoare (Phylloscopus trochilus), turturică (Streptopelia turtur), pupăză (Upupa epops)
- mamifere (2): vidră de râu (Lutra lutra), nurcă (Mustela lutreola)
- pești (2): Achondrostoma arcasii, Parachondrostoma miegii

Pe lângă speciile protejate, pe teritoriul sitului au mai fost identificate 2 specii de nevertebrate.